# Chlosyne carlota
Chlosyne carlota är en fjärilsart som beskrevs av Tryon Reakirt 1866. Chlosyne carlota ingår i släktet Chlosyne och familjen praktfjärilar. Inga underarter finns listade i Catalogue of Life.